# Matthew Koma
Matthew Koma (ur. 2 czerwca 1987 w Nowym Jorku) – amerykański piosenkarz, autor tekstów oraz DJ. Urodził się w Nowym Jorku, w dzielnicy Brooklyn, a dorastał na wyspie Long Island. Swoją karierę rozpoczynał w punk rocku. Obecnie najczęściej pojawia się w piosenkach EDM. Współpracował z takimi DJ-ami jak Zedd, Tiësto, Hardwell czy Afrojack. Obecnie jest członkiem zespołu Winnetka Bowling League.

## Kariera
Matthew został zauważony przez Jimmy'iego Lovine, który podpisał z nim kontrakt w wytwórni Interscope Records po obejrzeniu jego akustycznego występu. Koma wydał później swoją pierwszą EP-kę, Parachute w maju 2012 roku, w której napisał i wyprodukował wszystkie  utwory. Wiosną 2013 roku, Koma supportował w trasie po Europie Ellie Goulding i Charli XCX.
Rok 2014 okazał się kluczowy dla Komy. Jego głos można było usłyszeć w piosenkach: "Dare You" Hardwell'a, "Serotonin" Audien'a, "Cannonball (Earthquake)" braci Showtek czy "Wasted" od Tiesto.

## Życie osobiste
Koma uczęszczał do Seaford High School w Seaford w stanie Nowy Jork (wyspa Long Island).
Od 2017 roku jest związany z aktorką i piosenkarką Hilary Duff, w październiku 2018 roku urodziła im się córka Banks Violet Bair. Para zaręczyła się w maju 2019.

## Dyskografia

### Single

#### Solowa kariera
- 2012: Parachute
- 2014: One Night
- 2015: So F**kin Romantic
- 2016: Kisses Back – platynowa płyta w Polsce[4]
- 2017: Hard to Love
- 2017: Dear Ana (ft. Jai Wolf)
- 2017: Suitcase

#### Winnetka Bowling League
- 2018: On the 5
- 2019: Kombucha
- 2019: Slow Dances

#### Współpraca
- 2012: Spectrum (Zedd featuring Matthew Koma)
- 2012: Years (Alesso featuring Matthew Koma)
- 2012: Sparks (Turn Off Your Mind) (Fedde Le Grand and Nicky Romero featuring Matthew Koma)
- 2013: Dare You (Hardwell featuring Matthew Koma)
- 2013: Cannonball (Earthquake) (Showtek and Justin Prime featuring Matthew Koma)
- 2014: Find You (Zedd featuring Matthew Koma and Miriam Bryant)
- 2014: Wasted (Tiësto featuring Matthew Koma)
- 2014: Serotonin (Audien featuring Matthew Koma)
- 2015: Hysteria (Steve Aoki featuring Matthew Koma)
- 2015: Emotional (Flux Pavillion featuring Matthew Koma)
- 2018: Serious (Midnight Kids featuring Matthew Koma)